# 饭冢国五郎
饭冢国五郎（日语：／，1887年5月25日—1938年9月3日 †）旧日本陆军军人，最终军衔为少将，生于日本群马县，曾参与西伯利亚干涉。1937年日本侵华战争期间担任第101师团101联队联队长，参与武汉会战。1938年8月在进攻庐山时，被中华民国国军宋士台部在江西九江德安县击毙。